# بان گنبد
بان گنبد، روستایی از توابع بخش سراب‌باغ شهرستان آبدانان در استان ایلام ایران است. مردم این روستا به زبان لری سخن میگویند

## جمعیت
این روستا در دهستان چم کبود قرار دارد و براساس سرشماری مرکز آمار ایران در سال ۱۳۸۵، جمعیت آن ۴۱ نفر (۸خانوار) بوده‌است.